# Plagioptychidae
De Plagioptychidae zijn een familie van uitgestorven tweekleppigen uit de orde Hippuritida.